# Twenty Flight Rock/Cradle Baby
Twenty Flight Rock/Cradle Baby è un singolo di Eddie Cochran pubblicato nel 1957.

## Descrizione
Benché messo in commercio nel 1957, Twenty Flight Rock era già stato inserito l'anno precedente in The Girl Can't Help It, film nel quale si esibiscono diversi musicisti dell'epoca. Il produttore, Boris Petroff, aveva ascoltato la composizione e aveva chiesto a Cochran di prendere parte al film nel quale il cantante avrebbe dovuto eseguire il brano.
Musicalmente contraddistinto da un ostinato come tanti brani di rock and roll, Twenty Flight Rock è ricordato soprattutto per essere stato uno dei brani che Paul McCartney suonò il 6 luglio 1957 nella sala della St Peter’s Church destando la sorpresa di John Lennon che ammirato decise di accoglierlo nel suo gruppo The Quarry Men. In seguito il pezzo venne incluso nel repertorio live dei Beatles.
Twenty Flight Rock è stato reinterpretato da molti artisti: fra di essi Cliff Richard, i Rolling Stones, Paul McCartney, i Tiger Army, i Montrose e Jeff Beck.
In entrambi i brani l'orchestra è diretta da Johnny Mann.

## Tracce
LATO A
1. Twenty Flight Rock – 1:38 (Eddie Cochran, Ned Fairchild; edizioni musicali American Music Inc.)

LATO B
1. Cradle Baby – 1:45 (Teddy Fell; edizioni musicali American Music Inc.)